# Bruce Peninsula National Park
Bruce Peninsula National Park er en nationalpark i Ontario i Canada , beliggende på den nordlige del af Brucehalvøen. Parken blev oprettet i 1987 og dens areal er cirka 154 kvadratkilometer.
Geologisk markeres landskabet af at Niagaraforkastelsen går igennem området. Naturen er meget varieret, fra klipperige kystområder til skove, søer, vådområder og tørre, stenede plateauer med alvarsteppelignet vegetation.
Parkens flora og fauna huser mange sjældne og beskyttede arter, og specielt urtefloraen er rig med blandt andet 43 arter orkideer . Desuden findes 20 arter bregner . I parkens klippeområder findes der, takket være at skovbrande er sjældne og at noget skovbrug ikke er forekommet, mange op til omkring 800 år gamle træer.

## Turisme
Området hvor Bruce Penisulas National Park ligger er på grund af sin varierede og smukke natur populært for forskellige slags friluftliv, for eksempel går vandrestierne Bruce Trail igennem parken.